# Safari (ep)
Safari is een ep van The Breeders. Op de ep staan vier nummers. Voor deze ep heeft Kim Deal haar zus Kelley gevraagd om het gitaarwerk voor haar rekening te nemen. Het album werd door 4AD/Elektra Records uitgebracht in 1992.  

## Nummers
Alle nummers zijn geschreven door Kim Deal, tenzij anders vermeld.
1. "Do You Love Me Now" – 2:40
2. "Don't Call Home" (Deal/Murphy) - 3:37
3. "Safari" – 3:30
4. "So Sad About Us" (Pete Townshend) – 2:21

## Credits
- Kim Deal- zang, gitaar
- Kelley Deal- gitaar
- Tanya Donelly- zang, gitaar
- Josephine Wiggs- zang, basgitaar, cello
- Britt Walford- drums